# Tolmetina
La tolmetina è una molecola appartenente alla classe dei farmaci antinfiammatori non steroidei (FANS). La molecola deriva dall'acido acetico ed è indicata per il trattamento del dolore da lieve a moderato associato alla artrite reumatoide, compresa la forma giovanile, e alla osteoartrite. Il meccanismo esatto attraverso il quale il farmaco riduce il dolore associato alle infiammazioni reumatiche non è del tutto chiaro, anche se verosimilmente è correlato alla capacità del farmaco di inibire la sintesi delle prostaglandine.

## Farmacodinamica
L'esatto meccanismo d'azione della tolmetina non è conosciuto. Gli studi condotti sugli animali e su volontari umani non hanno evidenziato alcuna attività sulla funzione della ghiandola surrenale, né sulla ipofisi.  Numerosi studi su modelli animali suggeriscono che il farmaco agisce direttamente nella sede dell'infiammazione e senza il coinvolgimento di alcun tipo di mediatori chimici.

## Farmacocinetica
La tolmetina, a seguito di somministrazione orale, è ampiamente assorbita dal tratto gastroenterico. La concentrazione plasmatica massima (Cmax) viene raggiunta entro 30-60 minuti dalla assunzione.
L'emivita di eliminazione del farmaco si aggira intorno alle 6 ore.
Il farmaco viene rapidamente eliminato dall'organismo: più dell'80% di una dose somministrata per via orale è escreta nelle urine nel giro di 24 ore.

## Usi clinici
La tolmetina viene utilizzata nella terapia dell'artrosi, delle osteoartriti, dell'artrite reumatoide e della spondilite anchilosante.
Viene anche impiegata per il trattamento della periartrite scapolo-omerale, delle epicondiliti, delle sinoviti traumatiche e del dolore da lieve a moderato.

## Effetti collaterali e indesiderati
In corso di trattamento con tolmetina gli effetti avversi più spesso segnalati sono: cefalea, nausea, vomito, vertigini, secchezza delle fauci, gastrite, diarrea, flatulenza, costipazione, dispepsia, dolore addominale, perforazione ed emorragia gastrointestinale. La tolmetina può aumentare il rischio di problemi cardiaci o circolatori (ad esempio attacchi di cuore e ictus). Non deve essere somministrata poco prima o dopo l'intervento chirurgico di bypass coronarico.

## Controindicazioni
Il farmaco è controindicato nei soggetti con ipersensibilità nota al principio attivo oppure a uno degli eccipienti. È inoltre controindicata nelle donne in stato di gravidanza, nelle donne che allattano al seno, e in età pediatrica.

## Dosi terapeutiche
Negli adulti la dose iniziale raccomandata di tolmetina è di complessivi 1200 mg giornalieri suddivisi in 3 dosi. Un discreto controllo del dolore e dell'infiammazione si raggiunge a dosi comprese tra gli 800 mg e i 1600 mg giornalieri. Dosi oltre i 2000 mg/die non sono stati oggetto di studio e pertanto non sono raccomandati.